# O Menino Maluquinho (série animada)
O Menino Maluquinho é uma série de animação via streaming brasileira. Produzido pelo Birdo Studio e exclusiva da Netflix, a série é baseada no personagem de mesmo nome criado pelo cartunista Ziraldo como um livro e posteriormente extendido em uma série de histórias em quadrinhos. A série estreou em 12 de outubro de 2022, a data foi escolhida por ser o Dia das Crianças.

## Histórico
Em 2014 foram anunciadas a produção de duas séries em desenho animado baseadas no Menino Maluquinho, como parte da parceria de Ziraldo com a empresa Oca Filmes. A primeira série seria baseada nos quadrinhos, contando com animação tradicional em 2D e contou com 26 episódios logo na primeira temporada. Já a segunda série seria baseada nos livros pré-escolares "Bebê Maluquinho" e seria uma animação computadorizada.
Em outubro de 2020, uma nova série foi anunciada para a plataforma de streaming Netflix, produzida pelo estúdio Chatrone, com previsão de estrear no primeiro semestre de 2021, contudo, a série estrearia apenas em 12 de outubro de 2022, dessa vez produzida pelo Birdo Studio.

## Elenco
- Marcus Pejon como Menino Maluquinho
- Carol Roberto como Julieta
- Italo Luiz como Bocão